# Сыроежка желчная
Сырое́жка же́лчная (лат. Rússula féllea) — вид грибов, включённый в род Сыроежка (Russula) семейства Сыроежковые (Russulaceae).

## Описание
Шляпка достигает 4—9 см в диаметре, сначала выпуклая, затем уплощённая, в центре часто с пологим бугорком, со слаборебристым краем. Окраска соломенно-жёлтая или светло-охристая, иногда выцветающая до бежевой. Кожица во влажную погоду клейкая, снимающаяся только по краю шляпки.
Пластинки сначала частые, затем довольно редкие, около ножки очень редко ветвящиеся, приросшие к ней, светло-охристые.
Ножка обычно веретеновидная или булавовидная, часто с полостью, светло-охристая, подобно пластинкам, у старых грибов сильно морщинистая.
Мякоть белая, с гераневым запахом, на вкус сильно жгуче-горькая. Реакция на сульфат железа кремовая.
Споровый порошок белого цвета. Споры 7,5—9×6—7 мкм, яйцевидные, с хорошо развитой сеточкой. Пилеоцистиды булавовидные или цилиндрические.
Несъедобна, обладает сильным жгучим вкусом.

## Сходные виды
- Russula farinipes Romell, 1893 отличается яблочным запахом и бородавчатыми спорами без сеточки.
- Russula ochroleuca Pers., 1796 отличается обычно однородно окрашенной шляпкой, практически полным отсутствием запаха, слабым островатым вкусом и бледными пластинками.

## Экология
Вид широко распространён в южных районах Европы, образует микоризу с буком, реже — с дубом и некоторыми хвойными деревьями.

## Таксономия

### Синонимы
- Agaricus felleus Fr., 1821
- Russula pauli Schulzer, 1870